# Pierre Lorain
Pour l’article ayant un titre homophone, voir Pierre Lorrain.
Ne doit pas être confondu avec Pierre Lorrain (homme politique).
Pour les articles homonymes, voir Lorain.
Pierre Lorain, né le 4 juillet 1795 à Lille (Flandre française) et mort le 28 septembre 1837 à Lille (Nord) est un homme politique français.

## Biographie
Avocat à Lille de 1818 à 1829, il est ensuite juge au tribunal de Lille. Conseiller municipal de Lille et conseiller général du Nord, il est député du Nord de 1830 à 1831, siégeant dans la majorité conservatrice soutenant la monarchie de Juillet.

## Distinctions
- Chevalier de la Légion d'honneur par décret du 7 janvier 1834[4].